# Gérard Grisey
Gérard Grisey (ur. 16 czerwca 1946 w Belfort, zm. 11 listopada 1998 w Paryżu) – francuski kompozytor, pionier spektralizmu.

## Życiorys
Uczył się w konserwatorium w Trossingen (1963-1965), następnie w Konserwatorium Paryskim (1965-1972), gdzie uczęszczał na kursy kompozytorskie u Oliviera Messiaena. Studiował także u Henri Dutilleux w École normale i uczestniczył w seminariach kompozytorskich Karlheinza Stockhausena, György Ligetiego i Iannisa Xenakisa w Darmstadt (1972). Od 1980 związany z IRCAM-em, w latach 1982–1986 uczył na uniwersytecie w Berkeley, a od 1986 wykładał w konserwatorium w Paryżu.

## Twórczość
Razem z Tristanem Murailem dał podwaliny nowej technice kompozytorskiej, zwanej spektralizmem i był przedstawicielem kierunku o tej nazwie. Wzorcową kompozycją stał się cykl jego utworów Les espaces acoustiques („przestrzenie akustyczne”). Przeznaczony jest na obsadę zwiększającą się od altówki solo do 80-osobowej orkiestry. Punktem wyjścia dla melodii i harmonii jest w nich sonogram dźwięku E zagranego na puzonie.

## Ważniejsze utwory
- cykl Les espaces acoustiques (1974-85),
  - Prologue na altówkę solo (1976)
  - Périodes na siedem instrumentów (altówkę, skrzypce, wiolonczelę, kontrabas, flet, klarnet i puzon, 1974)
  - Partiels na szesnastu lub osiemnastu muzyków (możliwe wersje z pojedynczą lub podwójną obsadą waltorni i perkusji, 1974-1975)
  - Modulations na orkiestrę trzydziestu trzech muzyków (1976-1977), dedykowane Olivierowi Messiaenowi z okazji siedemdziesiątych urodzin
  - Transitoires na wielką orkiestrę symfoniczną (1980-1981)
  - Épilogue na cztery waltornie i wielką orkiestrę symfoniczną (1985)

- Dérives na zespół instrumentalny i wielką orkiestrę symfoniczną (1973-1974)
- Manifestations na małą orkiestrę (1976)
- Sortie vers la lumière du jour na zespół instrumentalny (1978)
- Jour, Contre-jour na organy elektryczne, trzynastu muzyków i taśmę (1979)
- Tempus ex Machina na sześciu perkusistów (1979)
- Solo pour deux na klarnet in B i puzon (1981)
- Les Chants de l’Amour na dwanaście różnych głosów i taśmę czterościeżkową (1982-1984)
- Anubis – Nout, dwa utwory na klarnet kontrabasowy in B (1983)
- Talea na flet, klarnet, skrzypce, wiolonczelę i fortepian (1985-1986)
- Accords perdus – pięć miniatur na dwa rogi (1987)
- Le Temps et l’Écume na czterech perkusistów, dwa syntezatory i orkiestrę kameralną (1988-1989)
- Le Noir de l’Étoile na sześciu perkusistów, taśmę i retransmisję sygnałów astronomicznych (1989-1990)
- Anubis et Nout, dwa utwory na saksofon basowy in B lub saksofon barytonowy in Es (1990)
- L’Icône paradoxale Hommage à Piero della Francesca na dwa głosy kobiece i wielką orkiestrę symfoniczną dzieloną na dwie grupy (1992-1994)
- Vortex Temporum I, II, III na fortepian i flet (+piccolo, flet in G i basowy), klarnet B (+klarnet A, klarnet basowy B), skrzypce, altówkę, wiolonczelę (1994-1996); II dedykowane Salvatore Sciarrino, III – Helmutowi Lachenmannowi
- Stèle na dwóch perkusistów grających na dwóch wielkich bębnach (1995)
- Quatres Chants pour franchir le seuil[1] na sopran i piętnaście instrumentów (ostatni jego utwór, 1996-1998)